# Heilig Hartbeeld (Tilburg)
Het Heilig Hartbeeld is een standbeeld in de Nederlandse plaats Tilburg. Van 1922 tot 1966 was deze het middelpunt van een jaarlijkse Heilig Hartprocessie.

## Achtergrond

### Verzuiling
Op het hoogtepunt van de verzuiling revitaliseerde de katholieke kerk –in reactie op de antireligieuze maatschappelijke tendenzen van het socialisme en het liberalisme– de aloude devotie tot het Heilig Hart. Dit zou de katholieken op een meer gevoelsmatige wijze aan het geloof binden en mogelijk bijdragen aan de bekering van niet-katholieken. Aldus werden in Nederland begin 20e eeuw nieuwe kerken gewijd aan het Heilig Hart van Jezus en verschenen op veel plaatsen Heilig Hartbeelden in en rond kerkgebouwen.
In 1917 startte oud-Zouaaf Antoine Arts in samenwerking met Brabant-promotor Piet de Brouwer in de Nieuwe Tilburgsche Courant het pleidooi voor een Heilig Harthulde in Tilburg. Naar aanleiding van een succesrijke processie in Breda, datzelfde jaar, verwees de krant naar Limburg, waar tijdens de Eerste Wereldoorlog vele Heilig Hartbeelden in de straten geplaatst waren. Vier dagen later opende de redactie al een  intekenlijst. 'Een lezer' zou dit hebben voorgesteld en 'waar zoiets uit het katholieke volk opkomt willen wij ons niet verzetten', schreef de krant opzichtig. Doel was dat Tilburg de eerste stad in Nederland zou worden waar een beeld 'door het volk zelf wordt opgericht'. Daarna werd het opvallend stil rond dit initiatief. De Tilburgers tastten bepaald niet enthousiast in de geldbuidel.

### Totstandkoming
Een nieuwe aanzet om te komen tot een Heilig Hartbeeld werd genomen kort na de verkiezingen van 1919, waarin voor het eerst zeven SDAP’ers in de Tilburgse raad gekozen werden. Er werd een comité opgericht voor de totstandkoming van een beeld. Daarin zaten drie geestelijken, twee leden van de familie Arts en burgemeester Vonk de Both. Het comité schreef een prijsvraag uit voor het ontwerp. Deze werd gewonnen door het atelier voor kerkelijke kunst August Hermans. Het was de bedoeling dat de 'Goddelijke Koning' met het gouden hart de openbare ruimte zou veroveren en niet per se gekoppeld zou worden aan een kerkgebouw. Onder druk van de plaatselijke clerus, die niet Arts-gezindt was, koos het comité toch voor dit laatste. Meest logisch was het beeld te plaatsen voor de Heilig Hartkerk op de Noordhoek, maar uiteindelijk werd gekozen voor het centrum van de stad, pal voor de Sint-Jozefkerk op de Heuvel. 
Voor de geldinzameling dacht het comité nog drie maanden nodig te hebben, maar het duurde heel wat langer. Pas in 1921 was het benodigde bedrag van zo'n 20.000 gulden bijeengebracht, voornamelijk door giften van duizend en honderd gulden; overduidelijk afkomstig van notabelen, niet van het gewone volk. Het gouden hart van het beeld werd gemaakt van omgesmolten sieraden van fabrikantenvrouwen. Het beeld werd, onder toeziend oog van August Hermans, gemodelleerd door een zekere Jos Geelen. Mogelijk betreft dit Jean Geelen want het standbeeld vertoont overeenkomst met diens beeld in Bergen op Zoom uit 1922. Het Heilig Hartbeeld werd in brons gegoten bij de Düsseldorfer Bronzebildgiesserei GmbH.

### Onthulling
Op 6 november 1921 volgde de onthulling en intronisatie door Mgr. Arnold Diepen, bisschop van 's-Hertogenbosch. In de voet van het beeld werd een oorkonde geplaatst. Een uitgebreide stoet van katholieke verenigingen was op deze dag klaargestoomd, maar het onthullingsfeest verliep dramatisch. Een zware noordwesterstorm deed de meeste deelnemers besluiten nog voor de start van het feest naar huis terug te keren. De bisschop moest zich ijlings schuil houden in de Heuvelse kerk en tot overmaat van ramp woei het Sint Jozefbeeld van de kerk af. Het leeggestroomde kerkplein lag bezaaid met gescheurde, natte vlaggen en kapot gewaaide versieringen. Een week later, op 13 november, vond alsnog een optocht plaats.

### Processies
Vanaf 1922 vormde het beeld jaarlijks het middelpunt van een Heilig Harthulde. In juni, drie weken na Pinksteren, namen Tilburgse katholieke instellingen en organisaties deel aan de processie naar de Heuvel. In de vrijdagsstoet liepen kinderen in bruidsjurkjes met lelies versierd en groepen die heiligen of martelaren uitbeeldden. Leerlingen van RK-scholen waren standaard onderdeel van de Heilig Harthulde, die in schoolverband werd voorbereid. Ze leerden en zongen de hymne: ‘Aan U, o Koning der eeuwen, aan U blijft de zegekroon - Onsterf’lijk schittert Uw glorie door alle haat en hoon!’
Na de Tweede Wereldoorlog werd de Heilig Hartprocessie steeds minder populair. Pastoor Van Miert van de Heuvelse kerk besloot het fenomeen daarom een nieuwe impuls te geven. Hiervoor werd Brabantia Nostra-kunstenaar Luc van Hoek ingeschakeld. Hij ontwierp een nieuwe, volledig gekostumeerde stoet, waarbij negen groepen het thema Triomf van de Liefde uitbeeldden. De vernieuwde Heilig Hartprocessie trok in 1955 voor het eerst door de stad. De 60-er jaren luidden het einde in van deze al te nadrukkelijke manifestatie van het 'Roomse leven'. De laatste editie vond plaats in 1966.

### Diefstal
In 1982 werd het gouden hart van het standbeeld gestolen door een onbekende jongeman. Dit gebeurde midden op de dag; mogelijk dachten omstanders dat het om onderhoud ging. De jongeman wilde met het hart zijn liefde tonen aan zijn vriendin. Maar die bleek het er niet mee eens. Een week later belde hij de Heuvelse pastoor Van Noorwegen om het terug te kunnen brengen, evenwel zonder de pastoor onder ogen te komen. Ze maakten de afspraak dat hij het voor de stoep van de pastorie kon neerleggen en dan aanbellen. Zo geschiedde. Van Noorwegen besloot daarna het gouden hart niet terug te hangen maar op te bergen in een geheime kluis. Hij liet een replica maken van lager allooi. In 2021, reeds lang gepensioneerd, toonde hij berouw voor deze achterhouding en gaf openheid van zaken aan de lokale krant.

## Beschrijving

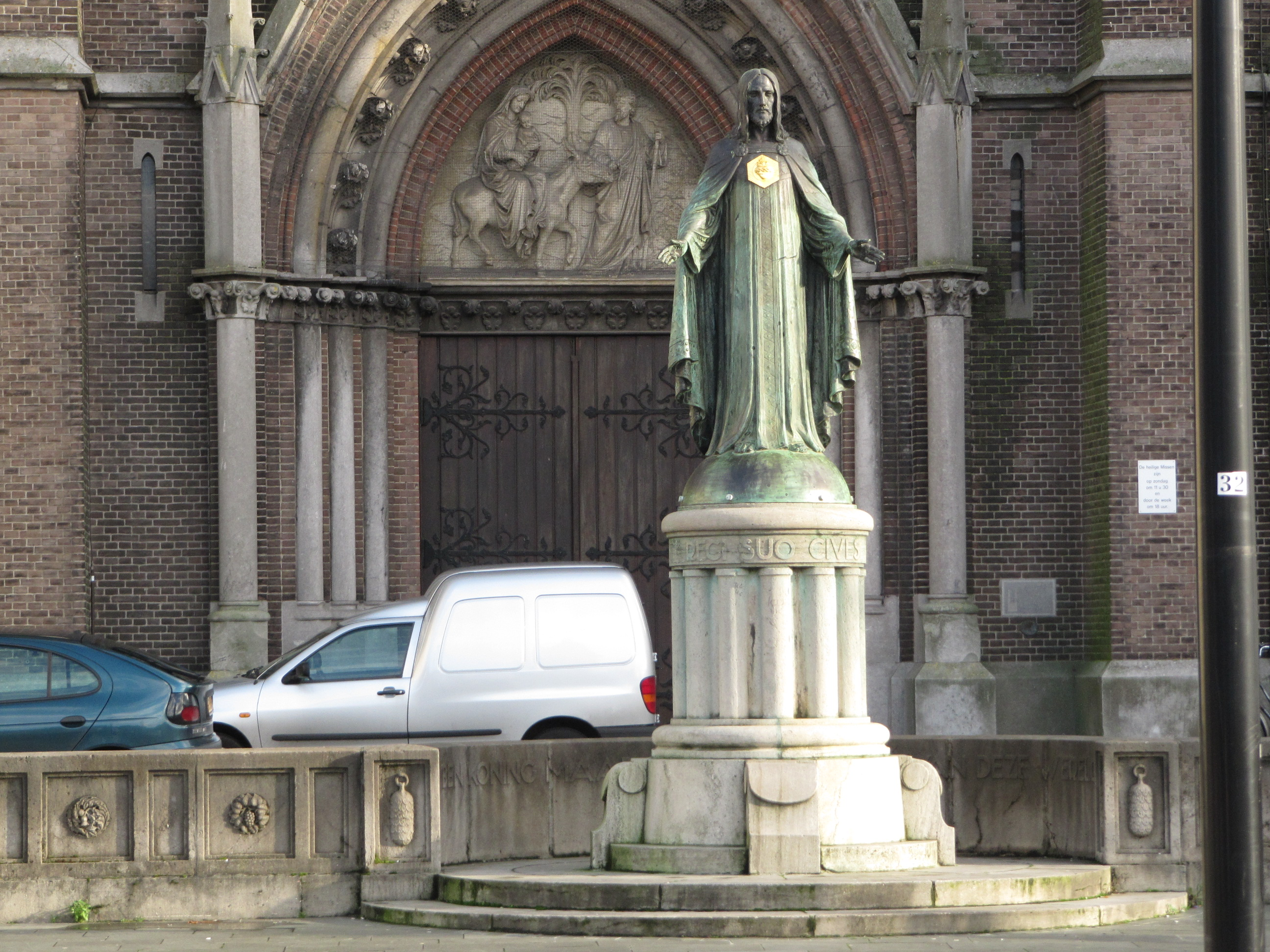

De staande Christusfiguur is gekleed in een lang gewaad en omhangen met een mantel. Hij houdt zijn beide handen, met daarin de stigmata, enigszins gespreid. Op zijn borst is het goudkleurig Heilig Hart zichtbaar. Aan de basis van de ronde sokkel zijn vier voluten geplaatst. Hierboven zijn twaalf halfvrijstaande zuilen opgericht die de twaalf Geloofsartikelen verzinnebeelden. Deze zuilen dragen een fries met het opschrift: "Regi Suo Cives". Het beeld staat binnen een lage half-cirkelvormige muur, met daarop de tekst 

Ik ben koning maar mijn rijk is niet van deze wereld

## Waardering
De Rijksdienst voor het Cultureel Erfgoed erkende het beeldhouwwerk in 2002 als rijksmonument, onder andere vanwege het "cultuurhistorisch belang als bijzondere uitdrukking van de ontwikkeling van het katholicisme in het bijzonder de H. Hartdevotie in het interbellum. Het heeft kunsthistorisch belang als voorbeeld van het werk van de beeldhouwer J. Geelen. Het heeft ensemblewaarden als onderdeel van de reeds eerder beschermde H. Jozefkerk, die deel uitmaakt van een groter geheel, dat cultuurhistorisch, architectuurhistorisch en stedenbouwkundig van nationaal belang is."